# 과염소산염
과염소산염(過鹽素酸鹽, perchlorate)은 과염소산으로부터 생성된 염을 뜻하는 용어로, 과염소산 이온(ClO4-)을 포함하고 있다. 1940년대 중반에 처음 사용되기 시작했고, 군사용 폭발물과 로켓 추진제에 주로 사용되기도 한다. 불꽃놀이용 폭발물, 기폭제, 성냥, 윤활유, 에어백과 특정 비료에 사용되어왔고, 전자관련 생산공정에서 부산물로도 생성된다. 과염소산염은 갑상선암 등 각종 암을 유발하는 독성물질로 알려져 있다.